# Dwór w Jemielnie
Dwór w Jemielnie – zabytkowy dwór w Jemielnie.
Jest najstarszym zachowanym dworem na Ziemi Człuchowskiej. Jako jeden z nielicznych na Pomorzu pozostawał w rękach polskich właścicieli od czasu powstania, aż do połowy XIX wieku.

## Historia
Pierwsza wzmianka o założeniu dworskim w Gemłach (dawna nazwa wsi) pochodzi z 1626. Dwór wzniesiony był w konstrukcji drewnianej lub szkieletowej. Miał trzy szczyty. Obok dworu istniała kaplica.
Nowy, murowany dwór wzniósł podkomorzy malborski Piotr Tuchołka, wnuk Jana Piotra Tuchołki. Prace rozpoczęto w 1744, a zakończono w 1745. Wzniesiono też nową kaplicę. W 1764 dwór kupił Michał Skórzewski, po którym dziedziczyli go kolejno Drogosław Skórzewski i Ignacy Zachariasz Skórzewski. W 1827 majątek został zajęty z powodu zadłużenia i wystawiony na licytację. W 1834 kupił go Karol Lebracht von Joeden. Kolejnymi właścicielami byli von Schmidt i Gerloch. W latach 1956–1991 dwór użytkował PGR Przechlewo. Obecnie znajduje się w rękach prywatnych i nie jest udostępniony do zwiedzania.

## Architektura
Dwór wzniesiono na wysokim brzegu Brdy. Od zachodu półkoliście otacza go park opadający tarasowo ku rzece. W parku zachował się starodrzew i aleje. Za parkiem, nad brzegiem Brdy, w pobliżu mostu znajduje się wysoki barokowy cokół z drewnianą rzeźbą św. Jana Nepomucena.
Dwór zbudowano na planie prostokąta. Parter osadzony jest na wysokim cokole. W części środkowej dwór jest piętrowy. Główny korpus przykrywa dach czterospadowy, a część środkową dach dwuspadowy. Elewacje frontowa i tylna są siedmioosiowe. Dwór otrzymał późnobarokową dekorację rzeźbiarską nadproży okiennych, półkolistego portalu i tympanonu, na którym umieszczono herb Korzbok oraz litery P i T – inicjały Piotra Tuchołki. Pierwotnie był budowlą dwutraktową z szeroką sienią frontową i izbą jadalną, przylegającą do niej z lewej strony. W wyniku przebudów w XIX i XX wieku układ wnętrza został zmieniony.